# Mausoleo del sultano Sanjar
Il mausoleo del sultano Sanjar è un capolavoro dell'architettura selgiuchide sito nella città di Merv, in Turkmenistan, ed è dedicato al sultano Ahmed Sanjar. Si tratta di uno degli esempi architettonici più importanti dell'Asia Centrale, e ha ispirato la costruzione dell'analogo mausoleo di Oljeitu della città iraniana di Soltaniyeh.

## Descrizione
Il mausoleo venne eretto negli anni quaranta del XII secolo dall'architetto Muhammad ibn Atsiz al-Sarakhsi, il cui nome è inciso sul medaglione decorativo sottostante la cupola. Dopo i secoli XVII e XVIII divenne meta di pellegrinaggio per gli abitanti delle tribù turkmene. Agli albori del XX secolo la struttura fu oggetto di diversi tentativi di restauro, tuttavia solo pochi elementi decorativi si sono conservati ai giorni nostri.
Il mausoleo è una delle poche strutture sopravvissute dell'antica Merv. La sua pianta quadrata di 38 m venne progettata in modo da poter avvistare l'esercito sino ad un giorno di marcia.
L'intero complesso include una moschea e un palazzo, di cui una parte è stato rinvenuto dagli scavi archeologici. L'edificio è costruito con mattone refrattario e le sue fondamenta sono profonde 4,2 m. L'illuminazione delle pareti era data da un sistema di volte nascoste scanalate e di gallerie, mentre le trombe site in una zona ottagonale di transizione sormontavano la cupola, che era dotata di due strati di mattoni ed era decorata con tasselli blu. I muri esterni erano decorati con placche intagliate e dorate, mentre le arcate delle gallerie erano costituite da mattoni intagliati. Gli interni erano decorati con motivi geometrici e floreali blu e rossi, su uno sfondo bianco con ornamenti in oro.
La cupola è alta 36 m ed è sorretta da un elegante tamburo. Un tempo le sue finestre erano decorate con rifiniture in metallo che seguivano delle trame geometriche. Al suo interno vi erano affreschi e mosaici.
Il mausoleo continua a essere visitato dai pellegrini, nonostante il corpo di Ahmed Sanjar sia stato ricollocato in un luogo sconosciuto durante l'invasione mongola della Corasmia.